# Theridion australe
Theridion australe là một loài nhện trong họ Theridiidae.
Loài này thuộc chi Theridion. Theridion australe được Richard C. Banks miêu tả năm 1899.